# Avard Moncur

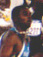
Avard Moncur (2000)

Avard Moncur (* 2. November 1978 in Nassau) ist ein bahamaischer Leichtathlet. 
Bei den Olympischen Spielen 2000 erreichte Avard Moncur im 400-Meter-Lauf nur das Halbfinale. Im Jahr darauf stellte er mit 44,45 Sekunden in Madrid seine persönliche Bestleistung auf. Bei den Weltmeisterschaften 2001 in Edmonton gewann er den Titel in 44,64 Sekunden. Mit der 4-mal-400-Meter-Staffel gewann er Silber hinter der Staffel aus den USA.
2002 wurde er über 400 Meter Dritter bei den Commonwealth Games. Bei den Weltmeisterschaften 2003 erreichte er nur das Halbfinale. Mit der Staffel belegte er im Finale Platz 4. Die Staffel erhielt allerdings nachträglich die Bronzemedaille, da die siegreiche US-Staffel wegen der Doping-Affäre um Calvin Harrison nachträglich disqualifiziert wurde.
Bei den Weltmeisterschaften 2005 konnte die Staffel der Bahamas erneut Silber gewinnen, wie 2001 hinter den USA.
Avard Moncur hat bei einer Körpergröße von 1,96 m ein Wettkampfgewicht von 82 kg. 